# Nectopsyche quatuorguttata
Nectopsyche quatuorguttata là một loài Trichoptera thuộc họ Leptoceridae. Chúng phân bố ở vùng Tân nhiệt đới.